# Matome Ugaki
Matome Ugaki (japonsky: 宇垣纏, Ugaki Matome; 15. února 1890 Okajama – 15. srpna 1945 poblíž ostrova Okinawa) byl admirál japonského císařského námořnictva během druhé světové války. Jako velitel 1. divize bitevních lodí prošel několika bitvami v posledních letech války v Tichomoří a do historie se zapsal také jako velitel poslední kamikaze mise, při které zahynul.

## Život

### Raná kariéra
Narodil se 15. února 1890 v prefektuře Okajama na jihu Japonska. V září 1909 nastoupil na japonskou císařskou námořní akademii Kaigun heigakkó a v červenci 1912 absolvoval jako 9. nejlepší ze 144 kadetů. Po studiu sloužil jako praporčík na pancéřovém křižníku Azuma a 1. května 1913 byl převelen na chráněný křižník Hirado. V květnu roku 1914 byl převelen na bitevní křižník Ibuki, kde ho také zastihla první světová válka, do které Japonské císařství vstoupilo na straně spojenců 23. srpna 1914.
Do konce války se vystřídal na dalších třech lodích a jejího konce se dočkal na torpédoborci Nara. Po povýšení na poručíka začal navštěvovat námořní dělostřeleckou školu a o rok později nastoupil jako vrchní dělostřelecký důstojník na torpédoborec Minekaze. Dne 1. prosince 1921 se však vrátil zpět na bitevní křižník Kongó, kde strávil během první světové války 10 měsíců. Přesně o rok později nastoupil na japonskou císařskou námořní akademii Kaigun daigakkó a po absolvování byl povýšen na nadporučíka. Jako dělostřelecký důstojník začal dále působit na lehkém křižníku Ói dokud se 1. prosince 1925 nestal členem generálního štábu japonského císařského námořnictva (Gunreibu).
V letech 1928 až 1930 sloužil jako rezidentní důstojník v Německu a 10. prosince 1928 byl povýšen na komandéra. Po návratu do Japonska se stal štábním důstojníkem nejprve 3. křižníkové divize a poté i 2. floty. V listopadu roku 1932 však odešel učit na námořní akademii a 1. prosince 1932 byl povýšen na kapitána. O čtyři roky později byl pověřen velením výcvikové lodi Jakumo, se kterou v roce 1937 podnikl také plavbu do Středozemního moře. Po návratu převzal velení bitevní lodi Hjúga, se kterou během druhé čínsko-japonské války operoval v rámci japonské blokády jižního pobřeží Čínské republiky.
Dne 15. listopadu 1938 byl povýšen na kontradmirála a o měsíc později se stal ředitelem 1. bu (oddělení pro plánování válečných operací) generálního štábu. Dne 10. dubna 1941 převzal velení 8. křižníkové divize složené z těžkých křižníků Tone a Čikuma a v srpnu 1941 byl jmenován náčelníkem štábu Spojeného loďstva pod velením admirála Isoroku Jamamota. Tuto pozici zastával až do Jamamotovy smrti v dubnu 1943.

### Druhá světová válka
Od vstupu Japonska do druhé světové války 7. prosince 1941 až do dubna 1943 provázel Jamamota i na volném moři a v roce 1942 byl povýšen na viceadmirála. Dne 18. dubna 1943, během inspekční cesty z Rabaulu na ostrov Balalae v souostroví Šalamounovy ostrovy, napadlo jejich dva transportní bombardéry Micubiši G4M několik amerických stíhaček P-38 a oba je sestřelily. Jamamoto atentát nepřežil a jeho bombardér se zřítil do džungle ostrova Bougainville. Ugakimu i dvěma členům posádky jeho bombardéru se podařilo přežít a po zotavení převzal 25. února 1944 velení 1. divize bitevních lodí skládající se z bitevních lodí Nagato, Jamato a Musaši. Dne 30. května 1944 byl povolán k provedení operace Kon, která měla za cíl ubránit ostrov Biak před spojeneckými silami. Operace však byla odložena a 10. června mu bylo nařízeno nasadit divizi na obranu Marianských ostrovů. Ugaki s 1. divizí bitevních lodí poté prošel i bitvou ve Filipínském moři, ale během bitvy u Leyte ztratil bitevní loď Musaši, kterou potopily americké bombardéry.
Dne 15. listopadu 1944 byl Ukagi odvolán zpět do Japonska a opět se stal členem Gunreibu. O tři měsíce později byl jmenován velitelem 5. letecké floty, ale z důvodu stále častějších útoků bombardérů B-29 Superfortress přebýval většinu času ve svém bunkru na ostrově Kjúšú. Zde také naplánoval několik rozsáhlých plánů na nasazení sebevražedných pilotů kamikaze, protože věřil, že tato taktika je jediný účinný způsob, jak spojeneckou flotilu oslabit a zachránit Japonsko před případnou spojeneckou invazí. Na útoky kamikaze používal nejčastěji letouny Micubiši A6M3 a během bitvy o Okinavu bylo v rámci operace Ten-Gó uskutečněno téměř dva tisíce útoků kamikaze.

### Poslední mise

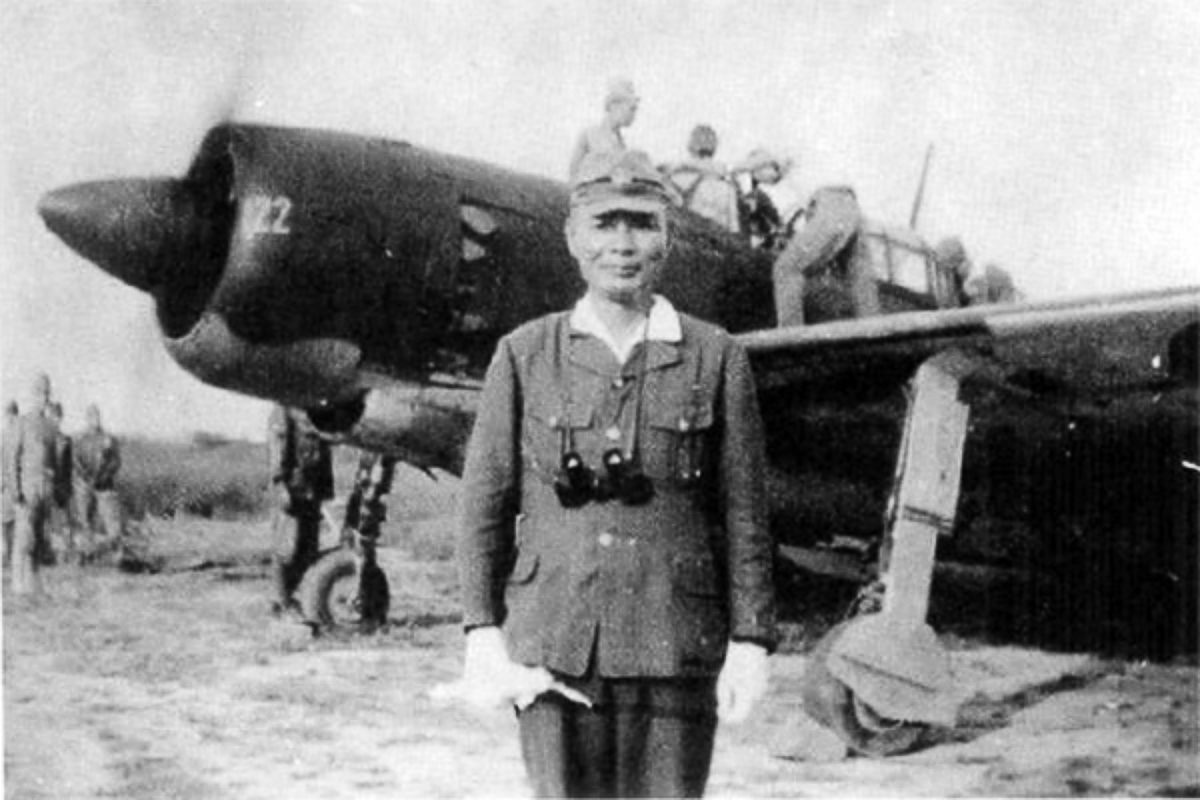
Matome Ugaki před jeho poslední sebevražednou misí 15. srpna 1945

Dne 15. srpna 1945 vyzval japonský císař Hirohito armádu, aby se vzdala, ale oficiální rozkaz k ukončení bojů vydán nebyl. Ugaki se proto rozhodl odletět s ostatními podřízenými na poslední sebevražednou misi. Na misi si s sebou vzal také svůj krátký obřadní meč, který mu daroval admirál Jamamoto. Spolu s kapitánem Tatsuo Nakatsuruem a praporčíkem Akijoši Endoem nastoupil do střemhlavého bombardéru Jokosuka D4Y a v 19:42 zahájil útok na americké lodě poblíž Okinawy. Podle záznamů amerického námořnictva však toho dne žádný z kamikaze žádnou loď nezasáhl.
Podle výpovědi členů posádky vyloďovacího člunu LST-926, byl nalezen na pláži ostrova Iheja, zničený letoun se třemi členy posádky, z nichž jeden měl tmavě zelenou uniformu a krátký meč.